# Brandner-Hochalm
Die Brandner-Hochalm (auch Brandner Hochalm und Brandner-Hochalpe) ist eine Alm in der Marktgemeinde Bad Hofgastein im österreichischen Bundesland Salzburg.

## Lage und Charakteristik
Die Brandner-Hochalm liegt an den östlichen Hängen des Gamskogels in der Goldberggruppe. Sie befindet sich in der Ortschaft Weinetsberg und in der Katastralgemeinde Wieden. Sie ist dem Brandnerhof in Weinetsberg zugehörig. Die Alm ist von einem Grünerlen-Buschwald umgeben. Nordöstlich des Areals erstreckt sich eine Rotwild-Ruhezone, die von 1. November bis 31. Mai nicht betreten werden darf. Im Süden und Westen fließt der Leidalmbach. Oberhalb der Alm, auf einer Höhe von 2053 m ü. A., liegt der kleine Laidalpsee.
Auf der Brandner-Hochalm wird im Sommer nach wie vor Vieh gehalten. Eine Almhütte steht auf einer Höhe von 1770 m ü. A. Sie wird in den Sommermonaten witterungsabhängig als Jausenstation betrieben. Hier werden Milch- und Fleischprodukte aus eigener Erzeugung verkauft. Über die Alm verläuft der Weitwanderweg Salzburger Almenweg. Es gibt eine Stempelstelle für Wandernadeln des Österreichischen Alpenvereins.

## Geschichte
Im von 1823 bis 1830 erstellten Franziszeischen Kataster ist im Bereich der Alm ein kleines unbenanntes Gebäude verzeichnet. Eine neue Almhütte wurde an der Wende vom 19. zum 20. Jahrhundert erbaut. Von dieser blieb 1938 bei einem Umbau, bei dem auch ein Stall neu aufgestellt wurde, zunächst der hintere Teil erhalten. Im Jahr 1988 wurde an der Ostseite ein Anbau mit einer Stube errichtet. Die Almhütte wurde schließlich 2013 vollständig abgetragen und neu erbaut.